# 大青龙汤
大青龙汤，出自《伤寒论·辨太阳病脉证并治中第六》，主治外感风寒，不汗出而烦躁，身疼痛，脉浮紧。